# David Kilgour (homme politique)
Pour les articles homonymes, voir David Kilgour et Kilgour.
David William Kilgour (né le 18 février 1941 à Winnipeg et mort le 5 avril 2022 à Ottawa) est un homme politique canadien.

## Biographie
David Kilgour est diplômé d'économie de l'Université du Manitoba en 1962 et de l'Université de Toronto (droit) en 1966. D'abord avocat de la couronne (crown attorney) dans l'Alberta du nord, pour terminer ministre du gouvernement fédéral, David Kilgour termina ses 27 années au Parlement canadien comme député non inscrit. Lors de sa retraite, il était l'un des députés en poste ayant siégé le plus longtemps, et l'un des très rares à avoir été élus aussi bien sous la bannière du Parti progressiste-conservateur que sous celle du Parti libéral.
David Kilgour, avec l'avocat David Matas, accuse Pékin de prélever les organes des membres du Falun Gong contre leur volonté. Ils estiment qu'il y aurait eu 41 500 transplantations d'organes non expliquées entre 2000 et 2005. Selon David Kilgour, la moitié des détenus des camps de rééducation par le travail sont membres de Falun Gong.
En 2010, le Prix de la Société internationale pour les droits de l'homme a été attribué à David Kilgour, et à David Matas pour leur lutte contre le trafic d'organes en Chine.
David Kilgour décède le 5 avril 2022 à Ottawa à l'âge de 81 ans.